# Lu Huo Patera
La Lu Huo Patera è una struttura geologica della superficie di Io.